# Le Second Souffle (film, 2014)
Pour les articles homonymes, voir Second souffle.
Pour plus de détails, voir Fiche technique et Distribution.
Le Second Souffle (You're Not You) est un film dramatique américain réalisé par George C. Wolfe, sorti en 2014. Il est tiré du roman éponyme de Michelle Wildgen.

## Synopsis
Une célèbre pianiste atteinte de la maladie de Charcot embauche une étudiante égocentrique, qui rêve d'être chanteuse de rock, comme aide-soignante à temps partiel qui devra la soutenir dans ses tâches quotidiennes. Malgré les difficultés de sa patiente ayant du mal à accepter de perdre son autonomie, cette dernière, autodestructrice, sans gêne et mal élevée n'a aucune expérience d'infirmière.

## Fiche technique
- Titre original : You're Not You
- Titre québécois : Le Second Souffle
- Réalisation : George C. Wolfe
- Scénario : Shana Feste et Jordan Roberts, d'après le roman éponyme de Michelle Wildgen
- Direction artistique : Aaron Osborne
- Décors : Erin Cochran
- Costumes : Marie-Sylvie Deveau
- Photographie : Steven Fierberg
- Montage : Jeffrey Wolf
- Musique : Jeanine Tesori
- Production : Alison Greenspan, Denise Di Novi, Azim Bolkiah, Hilary Swank et Molly Smith
- Sociétés de production : Daryl Prince Productions, Di Novi Pictures et 2S Films
- Société de distribution : Entertainment One Films
- Pays d'origine : États-Unis
- Langue originale : anglais
- Format : couleur
- Genre : drame
- Durée : 102 minutes
- Dates de sortie :
  -  États-Unis : 27 septembre 2014 (Festival international du film de San Diego) ; 10 octobre 2014 (nationale)
  -  Belgique : 27 janvier 2015 (Ramdam Festival)[2] ; 28 janvier 2015 (nationale)

## Distribution
- Hilary Swank (VFB : France Bastoen) : Kate
- Emmy Rossum (VFB : Audrey d'Hulstère) : Bec, l'étudiante
- Josh Duhamel (VFB : Michelangelo Marchese) : Evan, l'époux de Kate
- Stephanie Beatriz : Jill
- Jason Ritter : Wil
- Julian McMahon : Liam
- Loretta Devine : Marilyn
- Ernie Hudson : John
- Ali Larter : Keely
- Andrea Savage (VFB : Flora Thomas) : Alyssa  [3]
- Marcia Gay Harden : Elizabeth
- Frances Fisher : Gwen, la mère de Kate
- Geoff Pierson : le père de Kate
- Mike Doyle : Tom
- Erin Chenoweth : Cynthia
- Gareth Williams : Bruce
- Gerald Downey : Bill
- Ed Begley Jr. : Oncle Roger

## Distinctions

### Récompenses
- Tournai Ramdam Festival 2015 :
  - Prix du public pour le meilleur film
  - Prix du film le plus dérangeant